# Rudzcy z Rudz
Rudzcy z Rudz (cz. Rudzští z Rudz) – śląska rodzina szlachecka pochodząca z miejscowości Rudze w księstwie oświęcimskim, później zatorskim. Pod koniec średniowiecza pojawili się w księstwie cieszyńskim, gdzie stali się jedną z najbardziej wpływowych rodzin szlacheckich w XVI wieku. Pisali się również jako Rudzicki, Ruditzki, Rudicki. Byli obecni również w państwie pszczyńskim i księstwie opawskim.

## Historia
W 1396 na Litwie odnotowano Rudzkiego (Rutskiego) herbu Wąż. Ród przywędrował do Polski wraz z dworem Władysława Jagiełły.
Do księstwa cieszyńskiego przybyli pod koniec średniowiecza z miejscowości Rudze, w księstwie zatorskim, które wówczas przechodziło na własność Korony Polskiej. Należeli do najbliższego otoczenia księcia Wacława III Adama, jeszcze zanim ten objął samodzielną władzę ok. 1545 roku, po czym wspierali go w przeprowadzeniu reformacji. W latach 1545–1547 Erazm Rudzki z Rudz był marszałkiem księstwa, a 6 maja 1547 jego brat Wacław, kanclerz, otrzymał od księcia dom po księdzu katolickim Grzegorzu Cadyku.
W następnych pokoleniach rodzina rozrastała się, jeszcze na początku XVIII wieku posiadała liczne majątki w Księstwie Cieszyńskim.

## Przedstawiciele rodu
- Mikołaj Rudzki